# Női labdarúgótorna a 2008. évi nyári olimpiai játékokon
A 2008. évi nyári olimpiai játékokon a női labdarúgótornát augusztus 6. és 21. között rendezték meg Pekingben és Kína négy másik városában. A FIFA alá tartozó nemzeti tagszövetségek kontinentális selejtezőtornákon vívhatták ki az olimpiára való kijutást. Kína a rendező jogán automatikus résztvevő volt.
A tornán a FIFA határozata alapján a nemzetek felnőtt válogatottja vehetett részt. Minden csapatnak legalább kettő, de legfeljebb három kapust kellett neveznie.
A tornán tizenkét nemzet képviseltette magát. A csapatokat három darab négyes csoportba sorsolták, ahol minden résztvevő minden csoportellenfelével egyszer játszott. Az ezeken a mérkőzéseken kialakult sorrend alapján minden csoport első két helyezettje, valamint a két legjobb harmadik jutott tovább a nyolccsapatos egyenes kieséses szakaszba.

## Selejtezők
Egy nemzeti olimpiai bizottság egy női csapatot nevezhetett a labdarúgó-rendezvényre. Az alábbi táblázatból kiderül, hogy mely kontinentális szövetség hány nemzettel képviseltette magát a tornán.

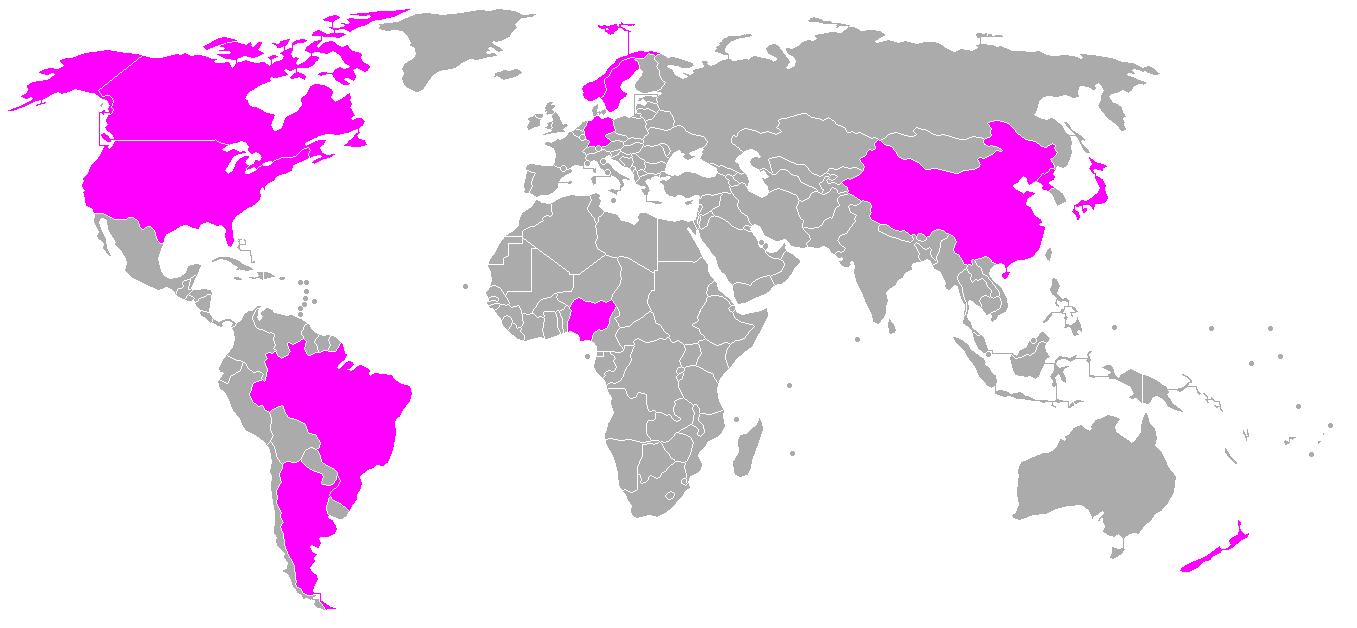
A női torna részt vevő országai

| Rendezvény                                    | Dátum                                    | Helyszín          | Kvóták | Kvalifikált csapat(ok)                |
| --------------------------------------------- | ---------------------------------------- | ----------------- | ------ | ------------------------------------- |
| Házigazda (Ázsia)                             |                                          |                   | 1      | Kína (CHN)                            |
| AFC-selejtező (Ázsia)                         | 2007. febr. – 2007. aug.                 | –                 | 2      | Japán (JPN) · Észak-Korea (PRK)       |
| CAF-selejtező (Afrika)                        | 2006. okt. – 2008. márc.                 | –                 | 1      | Nigéria (NGR)                         |
| CONCACAF-selejtező (Észak- és Közép-Amerika)  | 2007. okt. – 2008. áprl.                 | Ciudad Juárez     | 2      | Egyesült Államok (USA) · Kanada (CAN) |
| 2006-os Sudamericano Femenino (Dél-Amerika)   | 2006. november 10–26.                    | Mar del Plata     | 1      | Argentína (ARG)                       |
| OFC-selejtező (Óceánia)                       | 2007. aug. 25. – szept. 7. 2008. márc 8. | Apia Port Moresby | 1      | Új-Zéland (NZL)                       |
| 2007-es női labdarúgó-világbajnokság (Európa) | 2007. szeptember 10–30.                  | Kína              | 2      | Németország (GER) · Norvégia (NOR)    |
| UEFA-rájátszás (Dánia–Svédország)             | 2007. november 8. 2007. november 28.     | Viborg Solna      | 1      | Svédország (SWE)                      |
| CAF–CONMEBOL-rájátszás (Ghána–Brazília)       | 2008. április 19.                        | Peking            | 1      | Brazília (BRA)                        |
| ÖSSZESEN                                      |                                          |                   | 12     |                                       |

## Keretek
A tornára minden nemzet egy 18 főből álló keretet nevezhetett. Minden csapatban legalább két kapusnak is szerepelnie kellett (lehetőség volt három kapus nevezésére is). A játékosok listáját 2008. július 23-ig kellett leadni az olimpia szervezőbizottságának.

## Játékvezetők
| Játékvezető           | Asszisztensek                  |
| AFC                   | AFC                            |
| --------------------- | ------------------------------ |
| Hong Una              | Sarah Ho Jacqueline Leleu      |
| Pannipan Kamnüng      | Daw Kaw Ja Liu Hsiu-mei        |
| Niu Huj-csün          | Widiya Shamsuri Liu Hung-csüan |
| CONCACAF              |                                |
| Shane de Silva        | Milena López Cindy Mohammed    |
| Dianne Ferreira-James | Mayte Chávez Rita Munoz        |
| Kari Seitz            | Marlene Duffy Veronica Perez   |

| Játékvezető     | Asszisztensek                                           |
| CAF             | CAF                                                     |
| --------------- | ------------------------------------------------------- |
| Deidre Mitchell | Nomvula Masilela Tempa Ndah                             |
| CONMEBOL        |                                                         |
| Estela Álvarez  | Marlene Leyton María Rocco                              |
| UEFA            |                                                         |
| Christine Beck  | Inka Müller María Luisa Villa Gutiérrez                 |
| Nicole Petignat | Cristina Cini Karine Vives Solana                       |
| Dagmar Damková  | Helen Caro Irina Mirt Katarzyna Nadolska Hege Steinlund |
| Jenny Palmqvist | Helen Caro Irina Mirt Katarzyna Nadolska Hege Steinlund |

## Csoportkör
Minden csoport első két helyezettje, valamint a három csoportból a két legjobb harmadik helyezett jutott tovább az egyenes kieséses szakaszba.
Minden csapat minden csoportellenfele ellen egyszer játszott. A csapatok sorrendjét az alábbi szempontok határozták meg:

a) a mérkőzéseken szerzett több pont

b) az összesített gólkülönbség

c) a mérkőzéseken szerzett több lőtt gól

Ha ezek után két vagy több csapat azonosan állt, a következőket kellett figyelembe venni:

d) az érintett csapatok mérkőzésein szerzett több pont

e) az érintett csapatok mérkőzésein elért jobb gólkülönbség

f) az érintett csapatok mérkőzésein szerzett több gól

g) fair play pontrendszer, melyet a csapatok által kapott sárga és piros lapok határoztak meg

h) sorsolás, melyet a FIFA szervezőbizottsága bonyolít
A két legjobb csoport harmadik meghatározásához értelemszerűen nem lehetett figyelembe venni a d), e) és f) pontokat, mivel nem játszottak egymás ellen.
| Színmagyarázat                                                                 |
| ------------------------------------------------------------------------------ |
| A csoportok első két helyezettje bejutott a negyeddöntőbe.                     |
| A csoportok két legjobb harmadik helyezettje bejutott a negyeddöntőbe.         |
| A csoportok legrosszabb harmadik helyezettje és negyedik helyezettjei kiestek. |

Minden időpont helyi, pekingi idő szerint (UTC+8) van megadva.

### E csoport
| Nemzet           | M | Gy | D | V | G+ | G- | Gk | P |
| ---------------- | - | -- | - | - | -- | -- | -- | - |
| Kína (CHN)       | 3 | 2  | 1 | 0 | 5  | 2  | +3 | 7 |
| Svédország (SWE) | 3 | 2  | 0 | 1 | 4  | 3  | +1 | 6 |
| Kanada (CAN)     | 3 | 1  | 1 | 1 | 4  | 4  | 0  | 4 |
| Argentína (ARG)  | 3 | 0  | 0 | 3 | 1  | 5  | –4 | 0 |

| 2008. augusztus 6. 17:00 |

| Argentína (ARG) | 1–2               | Kanada (CAN)         |
| --------------- | ----------------- | -------------------- |
| Manicler 85'    | (0–1) Jegyzőkönyv | Chapman 27' Lang 72' |

| Tiencsini Olimpiai Stadion, Tiencsin Nézőszám: 23 201 Játékvezető: Christine Beck (német) |

| 2008. augusztus 6. 19:45 |

| Kína (CHN)                | 2–1               | Svédország (SWE) |
| ------------------------- | ----------------- | ---------------- |
| Hszü Jüan 6' Han Tuan 72' | (1–1) Jegyzőkönyv | Schelin 38'      |

| Tiencsini Olimpiai Stadion, Tiencsin Nézőszám: 37 902 Játékvezető: Hong Una (dél-koreai) |

| 2008. augusztus 9. 17:00 |

| Svédország (SWE) | 1–0               | Argentína (ARG) |
| ---------------- | ----------------- | --------------- |
| Fischer 58'      | (0–0) Jegyzőkönyv |                 |

| Tiencsini Olimpiai Stadion, Tiencsin Nézőszám: 38 293 Játékvezető: Dianne Ferreira-James (guyanai) |

| 2008. augusztus 9. 19:45 |

| Kanada (CAN) | 1–1               | Kína (CHN)    |
| ------------ | ----------------- | ------------- |
| Sinclair 34' | (1–1) Jegyzőkönyv | Hszü Jüan 36' |

| Tiencsini Olimpiai Stadion, Tiencsin Nézőszám: 52 600 Játékvezető: Dagmar Damková (cseh) |

| 2008. augusztus 12. 19:45 |

| Kína (CHN)                        | 2–0               | Argentína (ARG) |
| --------------------------------- | ----------------- | --------------- |
| Quinones 52' (öngól) Ku Ja-sa 90' | (0–0) Jegyzőkönyv |                 |

| Csinhuangtaói Olimpiai Stadion, Csinhuangtao Nézőszám: 31 492 Játékvezető: Nicole Petignat (svájci) |

| 2008. augusztus 12. 19:45 |

| Svédország (SWE) | 2–1               | Kanada (CAN) |
| ---------------- | ----------------- | ------------ |
| Schelin 19' 51'  | (1–0) Jegyzőkönyv | Tancredi 63' |

| Munkás Stadion, Peking Nézőszám: 51 112 Játékvezető: Pannipan Kamnüng (thaiföldi) |

### F csoport
| Nemzet            | M | Gy | D | V | G+ | G- | Gk | P |
| ----------------- | - | -- | - | - | -- | -- | -- | - |
| Brazília (BRA)    | 3 | 2  | 1 | 0 | 5  | 2  | +3 | 7 |
| Németország (GER) | 3 | 2  | 1 | 0 | 2  | 0  | +2 | 7 |
| Észak-Korea (PRK) | 3 | 1  | 0 | 2 | 2  | 3  | –1 | 3 |
| Nigéria (NGR)     | 3 | 0  | 0 | 3 | 1  | 5  | –4 | 0 |

| 2008. augusztus 6. 17:00 |

| Németország (GER) | 0–0         | Brazília (BRA) |
| ----------------- | ----------- | -------------- |
|                   | Jegyzőkönyv |                |

| Senjangi Olimpiai Stadion, Senjang Nézőszám: 20 703 Játékvezető: Kari Seitz (amerikai) |

| 2008. augusztus 6. 19:45 |

| Észak-Korea (PRK) | 1–0               | Nigéria (NGR) |
| ----------------- | ----------------- | ------------- |
| Kim Gjonghva 27'  | (1–0) Jegyzőkönyv |               |

| Senjangi Olimpiai Stadion, Senjang Nézőszám: 24 084 Játékvezető: Shane de Silva (Trinidad és Tobagó-i) |

| 2008. augusztus 9. 17:00 |

| Nigéria (NGR) | 0–1               | Németország (GER) |
| ------------- | ----------------- | ----------------- |
|               | (0–0) Jegyzőkönyv | Stegemann 64'     |

| Senjangi Olimpiai Stadion, Senjang Nézőszám: 19 266 Játékvezető: Jenny Palmqvist (svéd) |

| 2008. augusztus 9. 19:45 |

| Brazília (BRA)        | 2–1               | Észak-Korea (PRK) |
| --------------------- | ----------------- | ----------------- |
| Daniela 14' Marta 22' | (2–0) Jegyzőkönyv | I Gumszuk 90+3'   |

| Senjangi Olimpiai Stadion, Senjang Nézőszám: 19 616 Játékvezető: Huijun Niu (kínai) |

| 2008. augusztus 12. 17:00 |

| Észak-Korea (PRK) | 0–1               | Németország (GER) |
| ----------------- | ----------------- | ----------------- |
|                   | (0–0) Jegyzőkönyv | Mittag 86'        |

| Tiencsini Olimpiai Stadion, Tiencsin Nézőszám: 12 387 Játékvezető: Dianne Ferreira-James (guyanai) |

| 2008. augusztus 12. 17:00 |

| Nigéria (NGR)          | 1–3               | Brazília (BRA)            |
| ---------------------- | ----------------- | ------------------------- |
| Nkwocha 19' (11-esből) | (1–3) Jegyzőkönyv | Cristiane 33', 35', 45+3' |

| Munkás Stadion, Peking Nézőszám: 51 112 Játékvezető: Hong Una (dél-koreai) |

### G csoport
| Nemzet                 | M | Gy | D | V | G+ | G- | Gk | P |
| ---------------------- | - | -- | - | - | -- | -- | -- | - |
| Egyesült Államok (USA) | 3 | 2  | 0 | 1 | 5  | 2  | +3 | 6 |
| Norvégia (NOR)         | 3 | 2  | 0 | 1 | 4  | 5  | –1 | 6 |
| Japán (JPN)            | 3 | 1  | 1 | 1 | 7  | 4  | +3 | 4 |
| Új-Zéland (NZL)        | 3 | 0  | 1 | 2 | 2  | 7  | –5 | 1 |

| 2008. augusztus 6. 17:00 |

| Japán (JPN)                     | 2–2               | Új-Zéland (NZL)                 |
| ------------------------------- | ----------------- | ------------------------------- |
| Mijama 72' (11-esből) Szava 86' | (0–1) Jegyzőkönyv | Yallop 37' Hearn 56' (11-esből) |

| Csinhuangtaói Olimpiai Stadion, Csinhuangtao Nézőszám: 10 270 Játékvezető: Deidre Mitchell (dél-afrikai) |

| 2008. augusztus 6. 19:45 |

| Norvégia (NOR)           | 2–0               | Egyesült Államok (USA) |
| ------------------------ | ----------------- | ---------------------- |
| Larsen Kaurin 2' Wiik 4' | (2–0) Jegyzőkönyv |                        |

| Csinhuangtaói Olimpiai Stadion, Csinhuangtao Nézőszám: 17 673 Játékvezető: Nicole Petignat (svájci) |

| 2008. augusztus 9. 17:00 |

| Egyesült Államok (USA) | 1–0               | Japán (JPN) |
| ---------------------- | ----------------- | ----------- |
| Lloyd 27'              | (1–0) Jegyzőkönyv |             |

| Csinhuangtaói Olimpiai Stadion, Csinhuangtao Nézőszám: 16 912 Játékvezető: Pannipan Kamnüng (thaiföldi) |

| 2008. augusztus 9. 19:45 |

| Új-Zéland (NZL) | 0–1               | Norvégia (NOR) |
| --------------- | ----------------- | -------------- |
|                 | (0–1) Jegyzőkönyv | Wiik 8'        |

| Csinhuangtaói Olimpiai Stadion, Csinhuangtao Nézőszám: 7285 Játékvezető: Estela Álvarez (argentin) |

| 2008. augusztus 12. 19:45 |

| Norvégia (NOR) | 1–5               | Japán (JPN)                                              |
| -------------- | ----------------- | -------------------------------------------------------- |
| Knutsen 27'    | (1–1) Jegyzőkönyv | Kinga 31' Følstad 51' (öngól) Óno 52' Szava 70' Hara 83' |

| Sanghaj Stadion, Sanghaj Nézőszám: 16 872 Játékvezető: Shane de Silva (Trinidad és Tobagó-i) |

| 2008. augusztus 12. 19:45 |

| Egyesült Államok (USA)                           | 4–0               | Új-Zéland (NZL) |
| ------------------------------------------------ | ----------------- | --------------- |
| O’Reilly 1' Rodriguez 43' Tarpley 56' Hucles 60' | (2–0) Jegyzőkönyv |                 |

| Senjangi Olimpiai Stadion, Senjang Nézőszám: 12 453 Játékvezető: Dagmar Damková (cseh) |

### A csoportharmadikok sorrendje
| Nemzet            | M | Gy | D | V | G+ | G- | Gk | P |
| ----------------- | - | -- | - | - | -- | -- | -- | - |
| Japán (JPN)       | 3 | 1  | 1 | 1 | 7  | 4  | +3 | 4 |
| Kanada (CAN)      | 3 | 1  | 1 | 1 | 4  | 4  | 0  | 4 |
| Észak-Korea (PRK) | 3 | 1  | 0 | 2 | 2  | 3  | –1 | 3 |

## Egyenes kieséses szakasz
|  |                             |                        |                        |                        |   |                |                       |                       |                       |                       |               |       |       |
|  | Negyeddöntők                | Negyeddöntők           | Negyeddöntők           |                        |   | Elődöntők      | Elődöntők             | Elődöntők             |                       |                       | Döntő         | Döntő | Döntő |
|  | Negyeddöntők                | Negyeddöntők           | Negyeddöntők           |                        |   | Elődöntők      | Elődöntők             | Elődöntők             |                       |                       | Döntő         | Döntő | Döntő |
|  | augusztus 15., Tiencsin     |                        |                        |                        |   |                |                       |                       |                       |                       |               |       |       |
|  |                             |                        |                        |                        |   |                |                       |                       |                       |                       |               |       |       |
|  | F1                          | Brazília (BRA)         | 2                      |                        |   |                |                       |                       |                       |                       |               |       |       |
|  | F1                          | Brazília (BRA)         | 2                      | augusztus 18., Sanghaj |   |                |                       |                       |                       |                       |               |       |       |
|  | G2                          | Norvégia (NOR)         | 1                      |                        |   |                |                       |                       |                       |                       |               |       |       |
|  | G2                          | Norvégia (NOR)         | 1                      |                        |   | Brazília (BRA) | Brazília (BRA)        | 4                     |                       |                       |               |       |       |
|  | augusztus 15., Senjang      |                        |                        |                        |   | Brazília (BRA) | Brazília (BRA)        | 4                     |                       |                       |               |       |       |
|  |                             |                        | Németország (GER)      | Németország (GER)      | 1 |                |                       |                       |                       |                       |               |       |       |
|  | E2                          | Svédország (SWE)       | Németország (GER)      | Németország (GER)      | 1 | 0              |                       |                       |                       |                       |               |       |       |
|  | E2                          | Svédország (SWE)       |                        |                        |   | 0              | augusztus 21., Peking |                       |                       |                       |               |       |       |
|  | F2                          | Németország (GER)      | 2                      |                        |   |                |                       |                       |                       |                       |               |       |       |
|  | F2                          | Németország (GER)      | 2                      |                        |   | Brazília (BRA) | Brazília (BRA)        | 0                     |                       |                       |               |       |       |
|  | augusztus 15., Csinhuangtao |                        |                        |                        |   | Brazília (BRA) | Brazília (BRA)        | 0                     |                       |                       |               |       |       |
|  |                             |                        | Egyesült Államok (USA) | Egyesült Államok (USA) | 1 |                |                       |                       |                       |                       |               |       |       |
|  | E1                          | Kína (CHN)             | Egyesült Államok (USA) | Egyesült Államok (USA) | 1 | 0              |                       |                       |                       |                       |               |       |       |
|  | E1                          | Kína (CHN)             | augusztus 18., Peking  |                        |   | 0              |                       |                       |                       |                       |               |       |       |
|  | FG3                         | Japán (JPN)            | 2                      |                        |   |                |                       |                       |                       |                       |               |       |       |
|  | FG3                         | Japán (JPN)            | 2                      |                        |   | Japán (JPN)    | Japán (JPN)           | 2                     | Bronzmérkőzés         | Bronzmérkőzés         | Bronzmérkőzés |       |       |
|  | augusztus 15., Sanghaj      |                        |                        |                        |   | Japán (JPN)    | Japán (JPN)           | 2                     | Bronzmérkőzés         | Bronzmérkőzés         | Bronzmérkőzés |       |       |
|  |                             |                        | Egyesült Államok (USA) | Egyesült Államok (USA) | 4 |                |                       | augusztus 21., Peking | augusztus 21., Peking | augusztus 21., Peking |               |       |       |
|  | G1                          | Egyesült Államok (USA) | Egyesült Államok (USA) | Egyesült Államok (USA) | 4 | 2              |                       | augusztus 21., Peking | augusztus 21., Peking | augusztus 21., Peking |               |       |       |
|  | G1                          | Egyesült Államok (USA) |                        |                        |   |                |                       | Németország (GER)     | Németország (GER)     | 2                     |               |       |       |
|  | EF3                         | Kanada (CAN)           | 1                      |                        |   |                |                       | Németország (GER)     | Németország (GER)     | 2                     |               |       |       |
|  | EF3                         | Kanada (CAN)           | 1                      |                        |   | Japán (JPN)    | Japán (JPN)           | 0                     |                       |                       |               |       |       |
|  |                             |                        |                        |                        |   | Japán (JPN)    | Japán (JPN)           | 0                     |                       |                       |               |       |       |

Minden időpont helyi, pekingi idő szerint (UTC+8) van megadva.

### Negyeddöntők
| 2008. augusztus 15. 18:00 |

| Egyesült Államok (USA) | 2–1 (h. u.)                 | Kanada (CAN) |
| ---------------------- | --------------------------- | ------------ |
| Hucles 12' Kai 101'    | (1–1, 1–1, 2–1) Jegyzőkönyv | Sinclair 30' |

| Sanghaj Stadion, Sanghaj Nézőszám: 26 129 Játékvezető: Jenny Palmqvist (svéd) |

| 2008. augusztus 15. 18:00 |

| Brazília (BRA)        | 2–1               | Norvégia (NOR)        |
| --------------------- | ----------------- | --------------------- |
| Daniela 44' Marta 57' | (1–0) Jegyzőkönyv | Nordby 83' (11-esből) |

| Tiencsini Olimpiai Stadion, Tiencsin Nézőszám: 26 174 Játékvezető: Kari Seitz (amerikai) |

| 2008. augusztus 15. 21:00 |

| Svédország (SWE) | 0–2 (h. u.)                 | Németország (GER)            |
| ---------------- | --------------------------- | ---------------------------- |
|                  | (0–0, 0–0, 0–1) Jegyzőkönyv | Garefrekes 105' Laudehr 115' |

| Senjangi Olimpiai Stadion, Senjang Nézőszám: 17 209 Játékvezető: Dagmar Damková (cseh) |

| 2008. augusztus 15. 21:00 |

| Kína (CHN) | 0–2               | Japán (JPN)             |
| ---------- | ----------------- | ----------------------- |
|            | (0–1) Jegyzőkönyv | Szava 15' Nagaszato 80' |

| Csinhuangtaói Olimpiai Stadion, Csinhuangtao Nézőszám: 28 459 Játékvezető: Christine Beck (német) |

### Elődöntők
| 2008. augusztus 18. 18:00 |

| Brazília (BRA)                          | 4–1               | Németország (GER) |
| --------------------------------------- | ----------------- | ----------------- |
| Formiga 43' Cristiane 49' 76' Marta 53' | (1–1) Jegyzőkönyv | Prinz 10'         |

| Sanghaj Stadion, Sanghaj Nézőszám: 26 976 Játékvezető: Hong Una (dél-koreai) |

| 2008. augusztus 18. 21:00 |

| Japán (JPN)           | 2–4               | Egyesült Államok (USA)                   |
| --------------------- | ----------------- | ---------------------------------------- |
| Óno 17' Arakava 90+3' | (1–2) Jegyzőkönyv | Hucles 41' 81' Chalupny 44' O’Reilly 71' |

| Munkás Stadion, Peking Nézőszám: 50 937 Játékvezető: Nicole Petignat (svájci) |

### Bronzmérkőzés
| 2008. augusztus 21. 18:00 |

| Németország (GER) | 2–0               | Japán (JPN) |
| ----------------- | ----------------- | ----------- |
| Bajramaj 69' 87'  | (0–0) Jegyzőkönyv |             |

| Munkás Stadion, Peking Nézőszám: 49 285 Játékvezető: Estela Álvarez (argentin) |

### Döntő
| 2008. augusztus 21. 21:00 |

| Brazília (BRA) | 0–1 (h. u.)                 | Egyesült Államok (USA) |
| -------------- | --------------------------- | ---------------------- |
|                | (0–0, 0–0, 0–1) Jegyzőkönyv | Lloyd 96'              |

| Munkás Stadion, Peking Nézőszám: 51 612 Játékvezető: Dagmar Damková (cseh) |

| A 2008. évi nyári olimpiai játékok női labdarúgótornájának olimpiai bajnoka |
| · EGYESÜLT ÁLLAMOK · 3. cím                                                 |
| --------------------------------------------------------------------------- |

## Érmesek
| Versenyszám    | Arany                  | Ezüst                | Bronz             |
| -------------- | ---------------------- | -------------------- | ----------------- |
| Női labdarúgás | Egyesült Államok (USA) | Brazília (BRA)       | Németország (GER) |
| Női labdarúgás | Szövetségi kapitány    |                      |                   |
| Női labdarúgás | Pia Sundhage           | Jorge Luiz Barcellos | Silvia Neid       |

## Statisztikák

### Sorrend
Az első négy helyezett utáni sorrend meghatározásához az alábbiak lettek figyelembe véve:
- hanyadik körig jutott az adott csapat (negyeddöntő, csoportkör)
- az ugyanabban a körben kieső csapatoknál sorrendben a több pont, a jobb gólkülönbség, majd a több lőtt gól rangsorolt

A hazai csapat eltérő háttérszínnel kiemelve.
| A női labdarúgótorna végeredménye a 2008. évi nyári olimpiai játékokon | A női labdarúgótorna végeredménye a 2008. évi nyári olimpiai játékokon | A női labdarúgótorna végeredménye a 2008. évi nyári olimpiai játékokon | A női labdarúgótorna végeredménye a 2008. évi nyári olimpiai játékokon | A női labdarúgótorna végeredménye a 2008. évi nyári olimpiai játékokon | A női labdarúgótorna végeredménye a 2008. évi nyári olimpiai játékokon | A női labdarúgótorna végeredménye a 2008. évi nyári olimpiai játékokon | A női labdarúgótorna végeredménye a 2008. évi nyári olimpiai játékokon |    |    |
| Helyezés                                                               | Nemzet                                                                 | M                                                                      | Gy                                                                     | D                                                                      | V                                                                      | G+                                                                     | G-                                                                     | Gk | P  |
| ---------------------------------------------------------------------- | ---------------------------------------------------------------------- | ---------------------------------------------------------------------- | ---------------------------------------------------------------------- | ---------------------------------------------------------------------- | ---------------------------------------------------------------------- | ---------------------------------------------------------------------- | ---------------------------------------------------------------------- | -- | -- |
| Arany                                                                  | Egyesült Államok (USA)                                                 | 6                                                                      | 5                                                                      | 0                                                                      | 1                                                                      | 12                                                                     | 5                                                                      | +7 | 15 |
| Ezüst                                                                  | Brazília (BRA)                                                         | 6                                                                      | 4                                                                      | 1                                                                      | 1                                                                      | 11                                                                     | 5                                                                      | +6 | 13 |
| Bronz                                                                  | Németország (GER)                                                      | 6                                                                      | 4                                                                      | 1                                                                      | 1                                                                      | 7                                                                      | 4                                                                      | +3 | 13 |
| 4.                                                                     | Japán (JPN)                                                            | 6                                                                      | 2                                                                      | 1                                                                      | 3                                                                      | 11                                                                     | 10                                                                     | +1 | 7  |
|                                                                        |                                                                        |                                                                        |                                                                        |                                                                        |                                                                        |                                                                        |                                                                        |    |    |
| 5.                                                                     | Kína (CHN)                                                             | 4                                                                      | 2                                                                      | 1                                                                      | 1                                                                      | 5                                                                      | 4                                                                      | +1 | 7  |
| 6.                                                                     | Svédország (SWE)                                                       | 4                                                                      | 2                                                                      | 0                                                                      | 2                                                                      | 4                                                                      | 5                                                                      | –1 | 6  |
| 7.                                                                     | Norvégia (NOR)                                                         | 4                                                                      | 2                                                                      | 0                                                                      | 2                                                                      | 5                                                                      | 7                                                                      | –2 | 6  |
| 8.                                                                     | Kanada (CAN)                                                           | 4                                                                      | 1                                                                      | 1                                                                      | 2                                                                      | 5                                                                      | 6                                                                      | –1 | 4  |
|                                                                        |                                                                        |                                                                        |                                                                        |                                                                        |                                                                        |                                                                        |                                                                        |    |    |
| 9.                                                                     | Észak-Korea (PRK)                                                      | 3                                                                      | 1                                                                      | 0                                                                      | 2                                                                      | 2                                                                      | 3                                                                      | –1 | 3  |
| 10.                                                                    | Új-Zéland (NZL)                                                        | 3                                                                      | 0                                                                      | 1                                                                      | 2                                                                      | 2                                                                      | 7                                                                      | –5 | 1  |
| 11.                                                                    | Argentína (ARG)                                                        | 3                                                                      | 0                                                                      | 0                                                                      | 3                                                                      | 1                                                                      | 5                                                                      | –4 | 0  |
| 11.                                                                    | Nigéria (NGR)                                                          | 3                                                                      | 0                                                                      | 0                                                                      | 3                                                                      | 1                                                                      | 5                                                                      | –4 | 0  |

### Gólszerzők
| 5 gólos - Cristiane 4 gólos - Angela Hucles 3 gólos - Marta - Szava Homare - Lotta Schelin 2 gólos - Carli Lloyd - Heather O’Reilly - Daniela - Óno Sinobu - Christine Sinclair - Hszü Jüan - Fatmire Bajramaj - Melissa Wiik | 1 gólos - Lori Chalupny - Natasha Kai - Amy Rodriguez - Lindsay Tarpley - Ludmila Manicler - Formiga - Arakava Eriko - Hara Ajumi - Kinga Jukari - Mijama Aja - Nagaszato Júki - Candace Chapman - Kara Lang - Melissa Tancredi - Ku Ja-sa - Han Tuan - Kim Gjonghva | 1 gólos (folytatás) - I Gumszuk - Kerstin Garefrekes - Simone Laudehr - Kerstin Stegemann - Anja Mittag - Birgit Prinz - Perpetua Nkwocha - Leni Larsen Kaurin - Guro Knutsen - Siri Nordby - Nilla Fischer - Amber Hearn - Kirsty Yallop öngólos - María Quiñones (Kína ellen) - Gunhild Følstad (Japán ellen) |